# Hedlundia roopiana
Hedlundia roopiana — вид квіткових рослин родини трояндових (Rosaceae).

## Біоморфологічна характеристика
Це дерево 4–5 метрів заввишки. Листки біля основи перисторозсічені, у верхній частині перистонадрізані, 9–15 см завдовжки, шкірясті, знизу сіро-повстяні. Пелюстки 4–5 мм завдовжки. Плоди довгасті, 8–11 мм завдовжки, червоні.

## Поширення
Поширення: Крим, Туреччина, Південний Кавказ.
В Україні росте у гірському Криму, рідко (Алуштинський та Зуйський р-ни).